# Statesboro
Statesboro ist eine Stadt und zudem der County Seat des Bulloch County im US-Bundesstaat Georgia mit 33.438 Einwohnern (Stand: Volkszählung 2020).

## Geographie
Statesboro liegt etwa 320 km südöstlich von Atlanta.

## Geschichte
Statesboro wurde am 19. Dezember 1803 gegründet. 1866 erhielt der Ort das Stadtrecht.
Die Stadt wurde durch folgende Bahnlinien im Schienenverkehr erschlossen:
- 1889: Dover & Statesboro Railroad.[4]
- 1899: Savannah & Statesboro Railway (Savannah – Statesboro, Südroute). Stilllegung 1933.[5]
- 1908: Savannah, Augusta & Northern Railway (Garfield – Statesboro). Stilllegung 1950.[6]
- 1915: Midland Railway (Savannah – Statesboro, Nordroute). Stilllegung 1950.[7]
- 1924: Georgia & Florida Railway. Stilllegung 1950.[8]

Statesboro inspirierte Blind Willie McTell zu einem Blues-Klassiker – dem Statesboro Blues. Bekannt geworden ist dieses Stück vor allem durch die Version der Allman Brothers Band auf ihrem Album At Fillmore East.

## Demographische Daten
Laut der Volkszählung von 2010 verteilten sich die damaligen 28.422 Einwohner auf 10.207 bewohnte Haushalte, was einen Schnitt von 2,36 Personen pro Haushalt ergibt. Insgesamt bestehen 11.602 Haushalte.
37,7 % der Haushalte waren Familienhaushalte (bestehend aus verheirateten Paaren mit oder ohne Nachkommen bzw. einem Elternteil mit Nachkomme) mit einer durchschnittlichen Größe von 2,97 Personen. In 20,7 % aller Haushalte lebten Kinder unter 18 Jahren sowie in 13,5 % aller Haushalte Personen mit mindestens 65 Jahren.
30,9 % der Bevölkerung waren jünger als 20 Jahre, 48,4 % waren 20 bis 39 Jahre alt, 11,6 % waren 40 bis 59 Jahre alt und 9,1 % waren mindestens 60 Jahre alt. Das mittlere Alter betrug 22 Jahre. 49,3 % der Bevölkerung waren männlich und 50,7 % weiblich.
54,4 % der Bevölkerung bezeichneten sich als Weiße, 40,1 % als Afroamerikaner, 0,2 % als Indianer und 2,0 % als Asian Americans. 1,6 % gaben die Angehörigkeit zu einer anderen Ethnie und 1,8 % zu mehreren Ethnien an. 3,0 % der Bevölkerung bestand aus Hispanics oder Latinos.
Das durchschnittliche Jahreseinkommen pro Haushalt lag bei 24.499 USD, dabei lebten 51,5 % der Bevölkerung unter der Armutsgrenze.

## Sehenswürdigkeiten
Folgende Objekte sind im National Register of Historic Places gelistet:
| - Akins, Sol, Farm - Brannen, James Alonzo, House - Bulloch County Courthouse - Donehoo-Brannen House - East Main Street Commercial Historic District - East Vine Street Warehouse and Depot District - Holland, Dr. Madison Monroe, House - Jaeckel Hotel - McDougald, John A., House | - North College Street Residential Historic District - North Main Street Commercial Historic District - Raines, William G., House - Savannah Avenue Historic District - South Main Street Historic District - South Main Street Residential Historic District - Statesboro City Hall and Fire Station - United States Post Office - West Main Street Commercial Historic District |

Zudem befindet sich der Georgia Southern Botanical Garden in Statesboro.

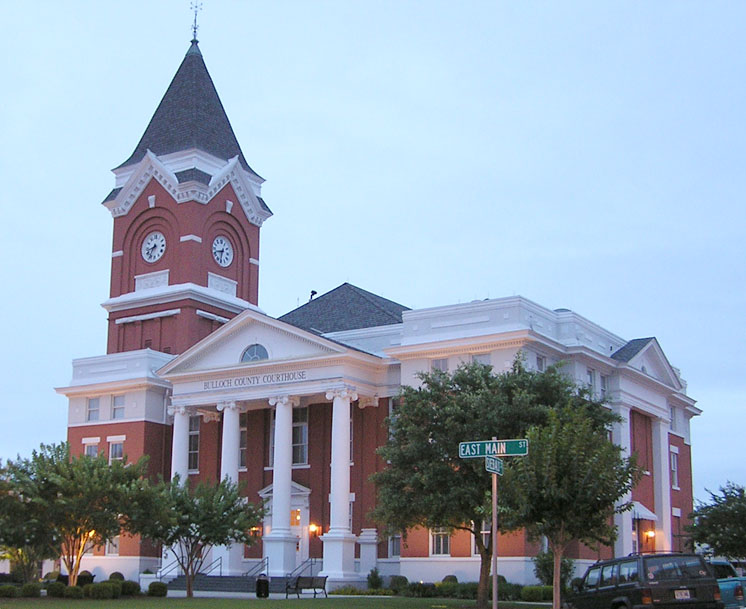
Bulloch County Courthouse in Statesboro
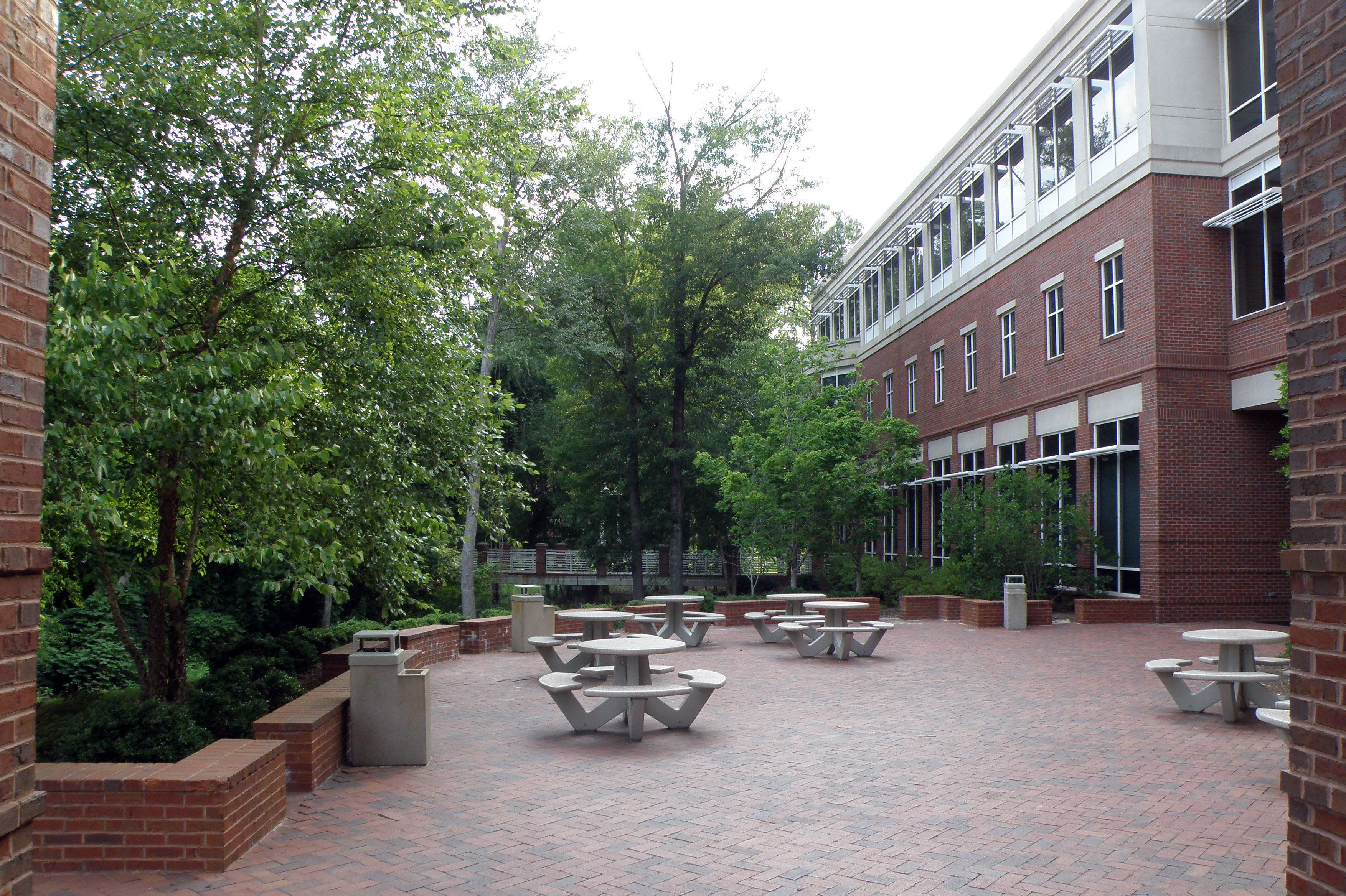
Die Coca-Cola-Plaza der Georgia Southern University
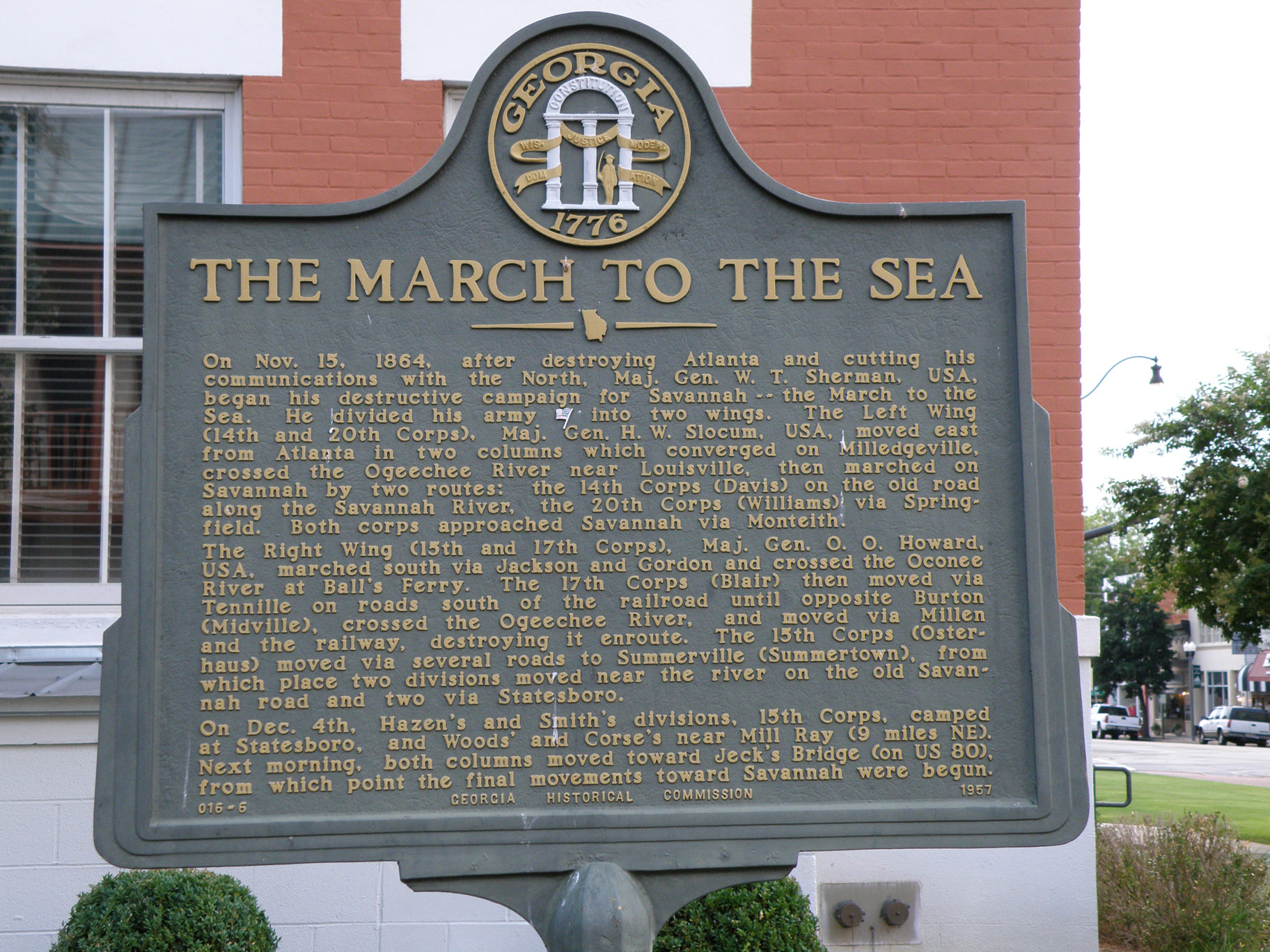
Historical Marker

## Verkehr
Statesboro wird von den U.S. Highways 25, 80 und 301 sowie von den Georgia State Routes 24, 26, 67 und 73 durchquert. Im Schienengüterverkehr wird die Stadt von der Norfolk Southern Railway bedient. Der nächste Flughafen ist der Flughafen Savannah/Hilton Head (rund 80 km südöstlich).

## Bildung
- Zwei Hochschulen (insgesamt ca. 15.000 Studenten):
  - Georgia Southern University
  - Ogeechee Technical College

## Kriminalität
Die Kriminalitätsrate lag im Jahr 2010 mit 483 Punkten (US-Durchschnitt: 266 Punkte) im durchschnittlichen Bereich. Es gab sechs Vergewaltigungen, 47 Raubüberfälle, 198 Körperverletzungen, 288 Einbrüche, 1118 Diebstähle, 51 Autodiebstähle und eine Brandstiftung.

## Söhne und Töchter der Stadt
- Morgan Rawls (1829–1906), Politiker
- Sutton Foster (* 1975), Schauspielerin, Sängerin und Tänzerin
- Danny McBride (* 1976), Drehbuchautor, Produzent und Schauspieler
- Rashad Wright (* 1982), Basketballspieler
- Justin Houston (* 1989), American-Football-Spieler